# Aage Steen
Aage Torstein Wetterland Steen (15. januar 1900 i Vadsø – 28. februar 1982 i Trondheim) var en norsk olympisk bokser. Han boksede for Sportsklubben Brage, og deltog under sommer-OL for Norge i 1920 i Antwerpen hvor han endte på en 5.-plads i vægtklassen weltervægt.
Han vandt en guldmedalje i vægtklassen letvægt under NM 1919 og en guldmedalje i vægtlassen weltervægt i 1920, 1921, 1923, 1924 og 1925. 
Aage Steen var ansat som tolder i Namsos.